# Anne Buijs
Anne Elise Buijs (Oostzaan, 2 de dezembro de 1991), é uma voleibolista indoor holandesa que atua na posição de ponteira-passadora. Atualmente, joga pelo clube italiano Reale Mutua Chieri. É filha do ex-jogador holandês e técnico de vôlei, Teun Buijs, e foi treinada por ele em suas passagens pelos times de VV Zaanstad, na Holanda, SC Schweriner na Alemanha e em Lokomotiv Baku, no Azerbaijão. Também sua mãe, Irene Buijs, foi jogadora de vôlei e atuou pela seleção nacional. Seu irmão Tom Buijs também foi jogador. Em 2 de março de 2023, Buijs casou-se com Ana Carolina da Silva, jogadora da seleção brasileira feminina de vôlei.

## Carreira
Começou sua carreira profissional pela Seleção Nacional Holandesa a partir de maio de 2008, quando obteve sua primeira convocação para o time principal durante o Torneio Internacional de Vôlei em Abu Dhabi, onde a Holanda conquistou o segundo lugar ao perder a disputa da final para Cuba. A partir daí, consagrou-se como um dos pilares do time na sua posição. Em 2015 foi eleita a melhor ponteira do Campeonato Europeu, ganhando a medalha de prata junto à Seleção Holandesa. Na mesma temporada, jogando com as cores do Vakifbank de Istanbul se tornou campeã do Campeonato Turco de 2016, na sequência obtendo o vice-campeonato na Liga dos Campeões do mesmo ano, realizado em Montichiari, Itália.
Protagonista junto de Lonneke Sloetjes e Celeste Plak como grandes pontuadoras, disputou pela primeira vez os jogos olímpicos pela Olimpíada Rio 2016, levando a Holanda à um histórico quarto lugar, perdendo a semifinal contra a futura campeã olímpica China e a disputa de bronze para os Estados Unidos.
Buijs despertou o interesse do treinador Bernardo Rezende para ingressar no Rexona-Sesc/RJ durante a temporada de 2016/17, como principal nome para substituir a ponteira brasileira Natália Zílio, de saída para o Fenerbahçe. Ainda em 2016, disputou com o time o Campeonato Mundial de Clubes, em Manila, Filipinas, edição na qual finalizou ocupando a quinta posição.
Ela foi a 11ª estrangeira a compor o elenco carioca na história, sendo a quarta atleta do país europeu. Em sua passagem pelo Rio de Janeiro, foi campeã da Supercopa, Copa Brasil e se tornou a primeira holandesa campeã da Superliga Brasileira, em uma vitória por 3 a 2 sobre o Vôlei Nestlé Osasco, na Jeunesse Arena, no Rio de Janeiro, em 23 de abril de 2017. Nesse ano também disputou o Mundial de Clubes sediado em Kobe, no Japão, ganhando o segundo lugar. Devido à mudanças de patrocínio no Sesc/RJ, não permaneceu no clube para a temporada seguinte, se transferindo para a Europa, no Nilufer da Turquia.
Pela seleção nacional foi eleita Melhor Ponteira no Campeonato Europeu de Voleibol Feminino de 2017, onde ganhou a medalha de prata com a Holanda, perdendo a final por 3x1 contra a Sérvia.
Em 25 de agosto de 2020, Buijs retorna ao vôlei brasileiro, depois de passagens pela Turquia e Itália, sendo anunciada pelo Praia Clube. Ela ganhou espaço no time após contusão de Brayelin Martínez com quem disputava posição. Em sua passagem por Uberlândia durante três temporadas seguidas, Anne conquistou cinco títulos, incluindo dois Vice-Campeonatos, entre 2021 e 2022, sendo campeã pela segunda vez da Superliga Brasileira em 7 de maio de 2023. Também pelo Praia Clube, conquistou dois ouros e uma medalha de prata no Campeonato Sul-Americano de Clubes. Também participante do Mundial de Clubes com o Praia, disputou as edições de 2021 em Ankara e 2022 em Antalya, na Turquia, obtendo o quinto lugar nos dois anos seguidos.
Em 2021 foi nomeada capitã da Seleção Nacional Holandesa pelo então técnico Avital Selinger. Sua primeira participação como líder nacional ocorreu na Liga das Nações em Rimini, do mesmo ano. Em 2022, liderou seu grupo nacional visando as disputas da 19.ª edição da principal competição de vôlei internacional da FIVB, o Campeonato Mundial de Vôlei. Pela primeira vez na história do campeonato feminino, o evento foi sediado por dois países: Países Baixos e Polônia. Em 5 de abril de 2023, anuncia uma pausa pela Seleção Nacional devido ao desgaste físico e mental.
Foi anunciada pelo clube Igor Gorgonzola Novara, da Itália, em 23 de maio de 2023. Durante uma partida, quebrou o recorde de pontos da história do clube, marcando 42 acertos. Essa atuação lhe rendeu o prêmio de MVP do jogo e garantiu o título da Copa Wezva para o time.Também com Novara, foi campeã da Copa Challenge de 2024, uma competição da CEV. 
Em 23 de maio de 2024 é anunciada sua ida ao time italiano Reale Mutua Chieri, localizado em Turim. Em 6 de julho é anunciado seu nome pelo técnico Felix Koslowski  na lista de convocação para sua segunda participação nos  Jogos Olímpicos Paris 2024 defendendo o time nacional. Em 3 de agosto de 2024, no encerramento da fase classificatória de grupos, após derrota da Holanda contra a República Dominicana, Buijs divulga oficialmente sua aposentadoria após 16 anos defendendo a Seleção Nacional Holandesa, após 338 partidas jogadas em toda a carreira.  
Em 29 de maio de 2025, Buijs é anunciada junto à Carol na recém-criada liga profissional dos Estados Unidos, a League One Volleyball (LOVB), para a temporada 2025/26. 
Em 12 de julho, uma cerimônia de homenagem à aposentadoria de Anne e das jogadoras nacionais Laura Dijkema e Kirsten Knip, foi feita antes da partida da Holanda contra República Tcheca na Liga das Nações 2025. As jogadoras ganharam presentes, pôsteres e flores, enquanto se despediam diante de grandes aplausos da plateia holandesa na Arena Omnisport, em Apeldoorn. 

## Clubes
| Clube                     | De        | A         |
| ------------------------- | --------- | --------- |
| VV Zaanstad               | 2006-2007 | 2006-2007 |
| TVC Amstelveen            | 2007-2008 | 2009-2010 |
| Asterix Kieldrecht        | 2010-2011 | 2010-2011 |
| Schweriner SC             | 2011-2012 | 2012-2013 |
| Busto Arsizio             | 2013-2014 | 2013-2014 |
| Lokomotiv Baku            | 2014-2015 | 2014-2015 |
| VakifBank Istambul        | 2015-2016 | 2015-2016 |
| Rexona-Sesc               | 2016-2017 | 2016-2017 |
| Nilüfer Belediye          | 2017-2018 | 2017-2018 |
| Saugella Team Monza       | 2018-2019 | 2018-2019 |
| Turk Hava Yollari         | 2019-2020 | 2019-2020 |
| Dentil/Praia Clube        | 2020-2021 | 2022-2023 |
| Igor Gorgonzola Novara    | 2023-2024 | 2023-2024 |
| Reale Mutua Fenera Chieri | 2024-2025 | 2024-2025 |
| LOVB Nebraska             | 2025-2026 | 2025-2026 |

## Títulos e resultados

### Clubes
- Superliga Brasileira Aː 2016-17,[13] 2022-23
- Superliga Brasileira Aː 2020-21, 2021-22
- Campeonato Neerlandês: 2007-08, 2008-09, 2009-10
- Campeonato Turco: 2015-16
- Campeonato Alemão: 2011-12, 2012-13
- Campeonato Belga: 2010-11
- Campeonato Italiano: 2013-14
- Campeonato Azerbaijani: 2014-15
- Liga dos Campeões: 2016
- Supercopa Brasileira de Voleibolː 2016,[14] 2020 e 2021
- Supercopa Brasileira de Voleibolː 2023
- Supercopa dos Países Baixos: 2008, 2009, 2010
- Supercopa Italiana: 2014
- Challenge Cup: 2025
- Challenge Cup: 2019, 2024
- Wezva Cup: 2023
- Copa dos Países Baixos:2008-09, 2009-10
- Troféu Super Vôlei: 2020
- Copa Brasil: 2017[15]
- Copa Brasil: 2020, 2021, 2023
- Campeonato Mineiroː 2021, 2023
- Campeonato Mineiro: 2020, 2022
- Campeonato Mundial de Clubes: 2017

### Seleção Holandesa
- Campeonato Europeu: 2009

- Copa Yeltsin: 2014
- Montreux Volley Masters: 2015
- Campeonato Europeu: 2015
- Grand Prix de Voleibol: 2016
- Campeonato Europeu: 2017

## Premiação individual
- MVP da Wezva Cup 2023
- Melhor Ponteira do Campeonato Sul-Americano de Clubes Feminino de 2022
- Melhor Ponteira do Campeonato Sul-Americano de Clubes Feminino de 2021
- MVP da Challenge Cup de 2018–19
- Melhor Ponteira do Campeonato Europeu de 2017
- Melhor Ponteira do Campeonato Europeu de 2015
- Melhor Ponteira do Montreux Volley Masters de 2015